# Looney Tunes: Космическое вторжение
«Looney Tunes: Космическое вторжение» (англ. The Day the Earth Blew Up: A Looney Tunes Movie; дословно c англ. — «День, когда лопнула Земля: Полнометражный фильм Looney Tunes») — американский полнометражный мультфильм 2024 года. Снят в жанре приключенческой научно-фантастической комедии-буффонады.
Режиссёрский дебют мультипликатора, сценариста, продюсера и актёра озвучивания Питера Браунгардта.
Спин-офф мультсериала «Мультфильмы Looney Tunes» (2020—2024).  Является первым полностью анимационным и показанным в кинотеатрах фильмом франшизы Looney Tunes, состоящим из полностью оригинального материала.
Синопсис: инопланетянин использует схему контроля над разумом, с помощью которой жевательная резинка, заражённая инопланетной слизью, угрожает превратить землян в зомби.

## Сюжет
Один астроном обнаруживает приближающийся к Земле астероид, сопровождаемый НЛО.
Флешбэк. Несколько лет назад фермер Джим «усыновил» и вырастил двух малышей, Даффи Дак и Порки Пиг; а перед смертью завещал им землю и дом, взяв обещание, что они всегда будут держаться вместе.
Настоящее. Даффи и Порки проваливают проверку дома, когда их домовладелица, миссис Грехт, указывает на гигантскую дыру в крыше, края которой покрыты какой-то непонятной зелёной слизью (дыра, как оказывается, была пробита НЛО). У них мало времени на ремонт своего дома до того, как его отсудят, и парочка вынуждена срочно изыскивать деньги. Из-за выходок Даффи их очень быстро увольняют с одной работы, с другой, но тут на помощь приходит их подруга Свинка Петуния, которая работает на фабрике жевательной резинки Goodie Gum. Она помогает друзьям устроиться на работу на эту фабрику.
Завершив свою первую смену без проблем, Даффи обнаруживает, что один из учёных, работающих на фабрике, добавляет какую-то зелёную слизь в жевательную резинку. Узнав в этом веществе ту же самую слизь, обнаруженную на дыре в их крыше, Даффи пытается рассказать обо всём Порки, но он отвергает это, называя своего друга параноиком. Вскоре новый вкус жевательной резинки появляется по всему миру, и Даффи понимает, что каждый, кто жуёт эту жвачку, превращается в зомби. Он пытается предупредить об этом общественность, но ему никто не верит, и Даффи даже арестовывают за нарушение общественного порядка; его и Порки увольняют.
Порки тратит последние деньги, чтобы выпустить друга из тюрьмы под залог; и парочка снова встречается с Петунией. Даффи просит её исследовать образец этой жевательной резинки, и Петуния обнаруживает, что инопланетный захватчик ответственен за заражение этого нового продукта. Захватчик превращает жвачку в разумного монстра, чтобы помешать троице разрушить его планы по завоеванию Земли, но друзьям удаётся победить его. Компания думает, как остановить Инопланетянина: решают опрыскивать людей экстрактом тухлых яиц, чтобы заставить их выплёвывать жвачку и сжигать её в воздухе. Обеспокоенный, что Даффи им будет только мешаться своими глупыми выходками, Порки просит того остаться на фабрике и заняться подбором яиц, чтобы можно было сделать как можно больше экстракта.
Порки и Петуния добиваются успеха в борьбе с зомби-вирусом, пока Даффи не решает вмешаться и присоединиться к команде, в результате чего он случайно уничтожает их оружие. В результате  Петуния захвачена зомби, а Порки и Даффи похищены Захватчиком. Теперь, когда всё население Земли находится под его контролем, Захватчик приступает ко второму этапу своего плана, который требует, чтобы все надули пузырь, достаточно большой, чтобы охватить всю планету. Даффи и Порки примиряются и сбегают из плена, им удаётся освободить Петунию и учёного, а также лопнуть пузырь.
Однако оказывается, что Захватчик пытался защитить Землю, поскольку астероид, о котором говорилось выше, всё ещё мчится к планете; его план состоял в том, чтобы использовать огромный пузырь из жвачки в качестве щита, чтобы отбросить астероид в сторону, спасая Землю и её драгоценный ресурс — бабл-чай, к которому он испытывает невероятную слабость. Троица, при содействии Захватчика и учёного, отправляется в космос навстречу астероиду. Они проникают в слабое место астероида и помещают взрывающуюся жвачку (изобретение Петунии) рядом с большим кристаллом, где заводные зубы будет её пережёвывать. Но зубы случайно переворачиваются, и тогда Порки просит Даффи начать как обычно «сходить с ума», план срабатывает, и из-за его выходок с потолка начинают падать сталактиты, которые и «жуют» жвачку. Троица бежит обратно к ракете, но Даффи застревает, а Порки отказывается покидать его. Астероид взрывается, не долетев до Земли, и Даффи с Порки считаются погибшими.
Земляне празднуют своё спасение; а тем временем выясняется, что Даффи и Порки выжили, совершив аварийную посадку на Земле, застряв в большом кристалле астероида. Петуния на радостях целует Порки, а также обнаруживает, что кристаллы — это тот самый недостающий ингредиент, в котором она нуждалась всё это время для создания идеального вкуса жевательной резинки.
Даффи и Порки осматривают свой разрушенный дом, и Порки обнаруживает, что за картиной, семейным портретом, Джим оставил им договор страхования жилья на сумму 5 миллионов долларов, что легко позволяет им восстановить жилище. Миссис Грехт возвращается для изъятия дома, но видит прекрасный новый особняк, и от расстройства и ярости её голова взрывается.
В сцене после титров Порки пытается произнести свою коронную реплику «Вот и всё, ребята!», но его прерывает Даффи, который советует ему оставить фильм открытым для продолжения.

## Роли озвучивали
В порядке указания в титрах
- Эрик Бауза — Даффи Дак • Порки Пиг
- Кэнди Майло — Свинка Петуния[англ.] (сотрудница на фабрике по производству жвачки) • старушка
- Питер Макникол — инопланетянин-захватчик
- Карлос Алазраки — ведущий новостей • Гэри
- Фред Таташор — учёный • фермер Джим (приёмный отец Даффи и Порки)
- Кимберли Брукс — посетительница кофейни • компьютер космического корабля
- Ларейн Ньюман — миссис Грехт, домовладелица
- Питер Браунгардт[англ.] — хулиган • кровельщик Джо
- Уэйн Найт — мэр
- Кит Фергюсон — Разумная Жвачка
- Эндрю Кишино[англ.] — менеджер этажа

## Создание и показ
Мультфильм пародирует научно-фантастические фильмы категории B 1950-х годов. Режиссёр Питер Браунгардт вдохновлялся, в частности, такими картинами как «Вторжение похитителей тел» (1956) и «День, когда остановилась Земля» (1951). В центре сюжета Даффи Дак и Порки Пиг, здесь режиссёр отдал дань уважения таким фантастическим юмористическим мультфильмам как «Дак Доджерс в 24½ веке» (1953) и «Ракетный отряд» (1956). Кроме того, создатели черпали вдохновение в таких эксцентричных комедиях как «Тупой и ещё тупее» (1994), «Борат» (2006) и «Придурок» (1979) — «комедийных фильмах с сильными, культовыми персонажами, у которых есть эмоциональная линия, но которые на самом деле не меняются».
Персонажи прорисованы вручную в стиле известного мультипликатора Боба Клэмпетта, образ инопланетянина-захватчика был вдохновлён пришельцами из фильма «Вторжение обитателей летающих тарелок» (1957).
Работа над мультфильмом началась в середине 2021 года (либо даже в 2019 году), но впервые он был показан (и то на кинофестивале, а не на широких экранах) лишь три года спустя.
В июне 2023 года мультфильм был переименован в «Looney Tunes: Мозги из жвачки» (англ. Looney Tunes: Bubble Brains).
Саундтрек к мультфильму состоит из 30 песен продолжительностью от 31 секунды до 5 минут 11 секунд.
Изначально мультфильм планировалось показывать не в кинотеатрах, и уж тем более не на международных кинофестивалях, а в стриминговом сервисе Max. Однако работа получилась достаточно хорошей, поэтому премьера «Космического вторжения» состоялась 11 июня 2024 года на Международном фестивале анимационных фильмов в Анси (Франция). На родине впервые мультфильм был показан 19 октября 2024 года (кинофестиваль Animation Is), 13 декабря 2024 года (только в нескольких кинотеатрах Лос-Анджелеса), 12 января 2025 года (Международный кинофестиваль в Палм-Спрингс), и лишь 14 марта 2025 года он вышел в кинотеатрах по всей стране.
Премьера мультфильма в кинотеатрах по всей стране впервые состоялась не в США, а в Германии и Швейцарии (1 августа 2024 года), позднее «Космическое вторжение» было официально показано по всему миру: по состоянию на 2 мая 2025 года он вышел в примерно девяноста странах; в июне-сентябре его премьера состоится ещё в четырёх странах — Боснии и Герцеговине, Хорватии, Португалии и Словении. России в этом списке нет.
Премьерный показ мультфильма в США произошёл в один день с премьерами таких сильных лент как «Чёрный чемодан — двойная игра», «Опус», «Тайная вечеря» и «Новокаин»; за первый уикенд показа «…Вторжение» собрало 3,159 миллионов долларов в 2827 кинотеатрах страны.
Мультфильм был тепло встречен как зрителями так и критиками, однако прибыли своим создателям не принёс: его сборы оказались равны бюджету. По состоянию на 2 июня 2025 года сборы мультфильма в США и Канаде составили 8,875 миллионов долларов, плюс 6,2 миллионов долларов в остальных странах, то есть на данный момент сборы «…Вторжения» очень незначительно превышают его бюджет.

## Критика
На сайте-агрегаторе рецензий Rotten Tomatoes 88 % из 98 обзоров критиков положительные. Консенсус сайта гласит: «Восстанавливая квинтэссенцию очарования Looney Tunes с помощью изрядной дозы высокой энергии и изобретательных гэгов, „Космическое вторжение“ показывает, что эти культовые персонажи остаются вечнозелеными забавниками».

Другой крупный агрегатор, Metacritic, начислил мультфильму 69 баллов из 100, что было основано на обзорах 15 критиков; это означает «в целом благоприятные» отзывы.

Зрители, опрошенные CinemaScore, поставили фильму среднюю оценку «B+» по шкале от A+ до F. Зрители, опрошенные PostTrak дали мультфильму 89 % положительных оценок, при этом 72 % сказали, что они «определённо рекомендовали бы» его к просмотру.
Журнал Variety похвалил мультфильм за комедийность и эмоциональную основу и отметил, что весь проект был «создан с любовью и неподдельным уважением к франшизе».

Ресурс IGN присвоил мультфильму 9 звёзд из 10 возможных. Он высоко оценил комедийность, эмоциональную основу, анимацию и озвучку Баузы и назвал его «одним из самых смешных фильмов года», заключив: «В этом мультфильме достаточно шуток на минуту, чтобы у зрителей перехватило дыхание от смеха, но при этом в нём есть и большое сердце, которое показывает, почему эти персонажи так любимы даже спустя почти 90 лет. Благодаря чёткой анимации, по-настоящему весёлым и причудливым шуткам, а также сюжету, отсылающему к научной фантастике 1950-х годов, это тот самый фильм Looney Tunes, которого ждали фанаты».
Ресурс screenhub.com.au так сказал о мультфильме: «„Космическое вторжение“ — странный фильм. Странно, что Looney Tunes потребовалось 95 лет, чтобы выпустить анимационный фильм в кинотеатрах. Странно, что в нём снялись только Порки Пиг и Даффи Дак. И странно, что Warner Bros. Animation решила не брать на себя ответственность за его распространение, вместо этого передав права на выпуск Ketchup Entertainment в США и Pinnacle Films в Австралии»; «шуток в фильме предостаточно, и все они по-своему хороши. На мой взгляд, лучшие из них — это те, что продолжают замечательную традицию анимационных фильмов с шутками, которые смешат детей, но ещё смешнее для взрослых, понимающих их двойной смысл».